# Celso Borges
Celso Borges Mora (San José, 1988. május 27. –) Costa Rica-i válogatott labdarúgó, a Deportivo de La Coruña játékosa.

## Sikerek
Deportivo Saprissa
- Costa Rica-i bajnok (5): 2005–06, 2006–07, 2007 (Apertura), 2008 (Clausura), 2008 (Apertura)

## Fordítás
Ez a szócikk részben vagy egészben  a   Celso Borges című angol Wikipédia-szócikk fordításán alapul.  Az eredeti cikk szerkesztőit annak laptörténete sorolja fel. Ez a jelzés csupán a megfogalmazás eredetét és a szerzői jogokat jelzi, nem szolgál a cikkben szereplő információk forrásmegjelöléseként.